# Фарго (Північна Дакота)
Фарго (англ. Fargo) — місто (англ. city) в США, в окрузі Кесс штату Північна Дакота. Населення — 105 549 осіб (2010), а орієнтовне населення агломерації — 208 777. Засноване в 1871 році.

## Історія
Засноване в 1871 році. На території, де зараз розташовано місто, в 70-х — 80-х роках XIX століття була пристань для пароплавів на річці Північний Ред. Спочатку місто називалося Централія, але пізніше воно було перейменоване на честь Вільяма Фарго, директора Північної тихоокеанської залізниці, з приходом якого й почався розвиток міста. У 1880-х роках місто було відоме як «столиця розлучень» через своє досить м'яке законодавство з цього питання.
Сильна пожежа 7 червня 1893 року знищила сотні будинків і крамниць, проте місто було швидко відбудоване заново. З'явилися цегляні будинки, нові вулиці, водопровід. У 1890 році був заснований The North Dakota State Agricultural College, з 1960 року відомий як North Dakota State University.
У місті розташовані офіси таких компаній, як Microsoft, Navteq, U.S. Bancorp, Sanford Health-MeritCare, Case New Holland та Cetero Research. Слід зазначити, що місто має один з найнижчих показників безробіття у США. Разом з низьким рівнем злочинності та доступним житлом це робить Фарго одним з найкращих міст для життя у США за рейтингом журналу Money. Відповідно до рейтингу журналу Форбс, Фарго посіло сьоме місце серед невеликих міст для заснування бізнесу та початку кар'єри.

## Географія
Фарго розташоване за координатами 46°51′55″ пн. ш. 96°49′44″ зх. д. / 46.86528° пн. ш. 96.82889° зх. д. (46.865206, -96.829005).  За даними Бюро перепису населення США, у 2010 році місто мало площу 126,45 км², уся площа — суходіл.

### Клімат
| Клімат : Фарго                                      | Клімат : Фарго | Клімат : Фарго | Клімат : Фарго | Клімат : Фарго | Клімат : Фарго | Клімат : Фарго | Клімат : Фарго | Клімат : Фарго | Клімат : Фарго | Клімат : Фарго | Клімат : Фарго | Клімат : Фарго | Клімат : Фарго |
| Показник                                            | Січ.           | Лют.           | Бер.           | Квіт.          | Трав.          | Черв.          | Лип.           | Серп.          | Вер.           | Жовт.          | Лист.          | Груд.          | Рік            |
| Абсолютний максимум, °C                             | 12,8           | 18,9           | 26,7           | 37,8           | 40,0           | 40,0           | 45,6           | 41,1           | 38,9           | 36,1           | 23,3           | 18,3           | 45,6           |
| Середній максимум, °C                               | −7,6           | −4,6           | 2,4            | 13,2           | 20,7           | 25,2           | 28,1           | 27,3           | 21,6           | 13,3           | 2,9            | −5,4           | 11,5           |
| Середня температура, °C                             | −12,6          | −9,7           | −2,3           | 6,8            | 13,9           | 19,0           | 21,7           | 20,7           | 15,1           | 7,5            | −1,8           | −9,9           | 5,8            |
| Середній мінімум, °C                                | −17,7          | −14,7          | −7             | 0,4            | 7,2            | 12,8           | 15,3           | 14,1           | 8,6            | 1,7            | −6,5           | −14,5          | 0,0            |
| Абсолютний мінімум, °C                              | −44,4          | −43,9          | −36,7          | −25            | −10            | −2,2           | 2,2            | 0,0            | −8,3           | −20            | −32,8          | −37,8          | −44,4          |
| Середня кількість сонячних годин на місяць          | 140,9          | 153,9          | 212,3          | 241,6          | 283,2          | 303,2          | 350,2          | 313,2          | 231,2          | 178,9          | 113,1          | 107,4          | 2629           |
| Норма опадів, мм                                    | 18             | 15             | 33             | 35             | 71             | 99             | 71             | 65             | 65             | 55             | 25             | 21             | 574            |
| Днів з опадами                                      | 8,3            | 7,2            | 8,3            | 7,4            | 11,0           | 11,7           | 9,5            | 9,1            | 8,7            | 8,3            | 7,1            | 9,2            | 105,8          |
| Днів зі снігом                                      | 8,9            | 6,7            | 5,3            | 1,8            | 0              | 0              | 0              | 0              | 0              | 0,8            | 5,4            | 9,5            | 38,4           |
| Вологість повітря, %                                | 73.1           | 74.7           | 76.0           | 65.6           | 60.0           | 66.1           | 66.9           | 66.5           | 69.2           | 68.8           | 75.7           | 76.1           | 69.9           |
| --------------------------------------------------- | -------------- | -------------- | -------------- | -------------- | -------------- | -------------- | -------------- | -------------- | -------------- | -------------- | -------------- | -------------- | -------------- |
| Джерело: NOAA (relative humidity and sun 1961–1990) |                |                |                |                |                |                |                |                |                |                |                |                |                |

## Демографія
Згідно з переписом 2010 року, у місті мешкало 105 549 осіб у 46 791 домогосподарстві у складі 23 075 родин. Густота населення становила 835 осіб/км².  Було 49956 помешкань (395/км²).
Расовий склад населення:
| - 90,2 % — білих - 3,0 % — азіатів - 2,7 % — чорних або афроамериканців - 1,4 % — корінних американців |

До двох чи більше рас належало 2,1 %. Частка іспаномовних становила 2,2 % від усіх жителів.
За віковим діапазоном населення розподілялося таким чином: 19,4 % — особи молодші 18 років, 70,5 % — особи у віці 18—64 років, 10,1 % — особи у віці 65 років та старші. Медіана віку мешканця становила 30,2 року. На 100 осіб жіночої статі у місті припадало 101,8 чоловіків;  на 100 жінок у віці від 18 років та старших — 101,4 чоловіків також старших 18 років.
Середній дохід на одне домашнє господарство  становив 66 947 доларів США (медіана — 46 175), а середній дохід на одну сім'ю — 91 173 долари (медіана — 69 709). Медіана доходів становила 43 343 долари для чоловіків та 34 957 доларів для жінок. За межею бідності перебувало 14,9 % осіб, у тому числі 13,5 % дітей у віці до 18 років та 7,4 % осіб у віці 65 років та старших.
Цивільне працевлаштоване населення становило 66 800 осіб. Основні галузі зайнятості: освіта, охорона здоров'я та соціальна допомога — 27,0 %, роздрібна торгівля — 12,3 %, мистецтво, розваги та відпочинок — 10,2 %, науковці, спеціалісти, менеджери — 9,5 %.

## У масовій культурі
Однойменну назву має художній фільм та серіал, дії яких відбуваються в однойменному місті.